# سيستم كابيتال مانجمنت هولدنج
سيستم كابيتال مانجمنت أو تعرف إختصاراً (SCM) (بالأوكرانية: Систем Кепітал Менеджмент)‏ هي شركة قابضة مالية وصناعية أوكرانية كبرى تأسست في عام 2000 في دونيتسك في شرق البلاد ومنذ عام 2014 ومقرها في كييف .  يديرها رجل الأعمال الأوكراني رينات أخميتف الذي يمتلك 100٪ من أسهم الشركة. في عام 2011 ، بلغت إيرادات المجموعة حوالي 19.5 مليار دولار ولها أصول تزيد قيمتها عن 28.4 مليار دولار   

## روابط خارجية
- "SCM Holdings". مؤرشف من الأصل في 2018-12-03. – الموقع الرسمي
- شركات سيستم كابيتال مانجمنت هولدنج في الشركات المفتوحة